# 배럭버스터

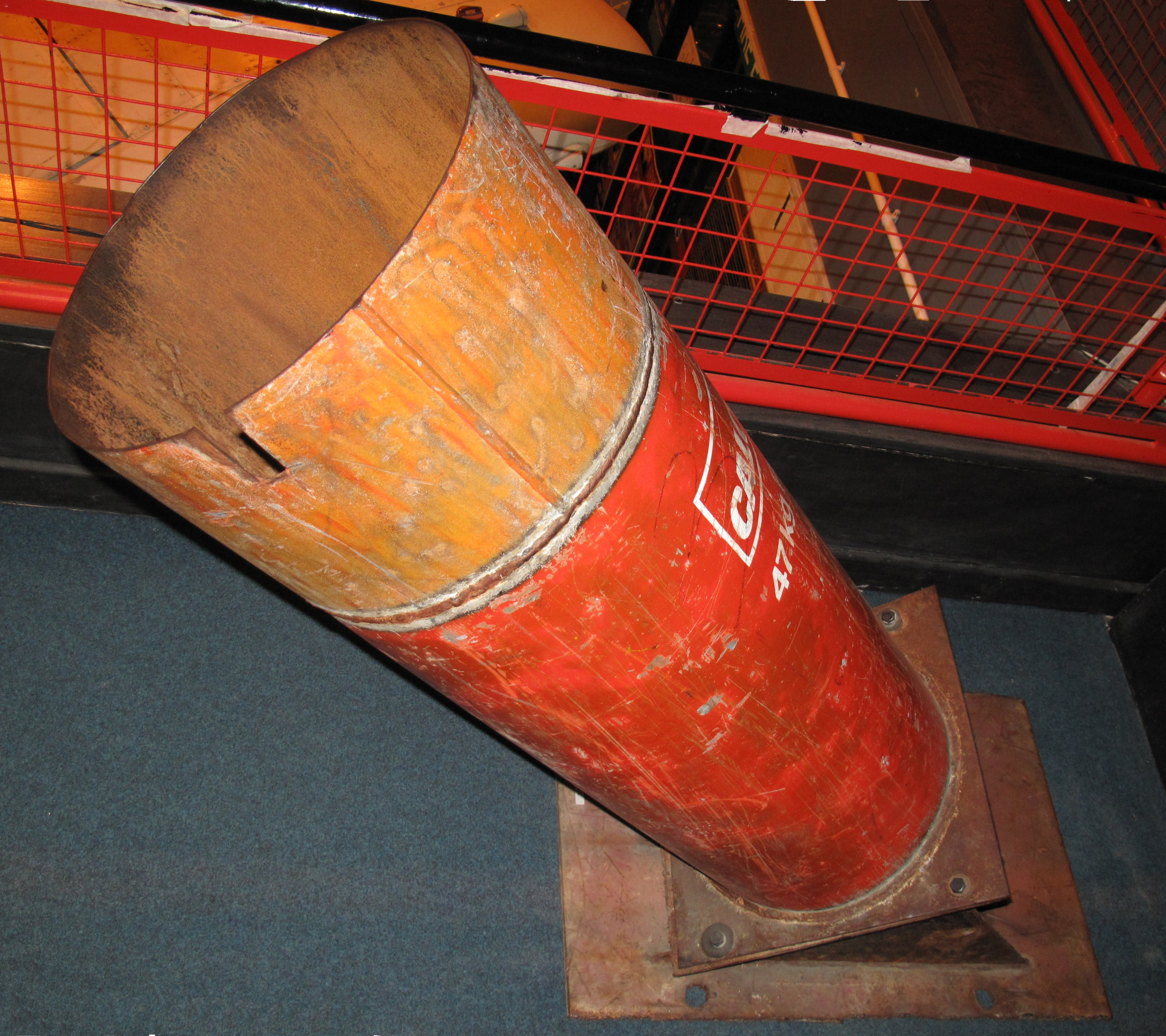

배럭버스터(barrack buster)는 1990년대 아일랜드 공화국군 임시파(PIRA)에서 만든 급조 박격포이다. 최초의 배럭버스터는 길이 1미터, 직경 36 센티미터의 금속 가스통에 급조폭박물 75 킬로그램을 채워서 75 ~ 275 미터 거리까지 발사할 수 있었다.
1992년 12월 7일 처음 사용되었으며, 다수의 왕립 얼스터 경찰대 경관들에게 부상을 입혔다. 포탄이 나무가지에 걸리는 바람에 더 큰 피해는 막을 수 있었다.

## 같이 보기
- 다우닝 가 박격포격
- 급조폭발물